# رامونزولو
رامونزولو (انگلیسی: Ramonzuelo; ۶ نوامبر ۱۹۰۵ – ۰ اکتبر ۱۹۸۲) بازیکن فوتبال اهل اسپانیا بود.
از باشگاه‌هایی که در آن بازی کرده‌است می‌توان به باشگاه فوتبال هرکولس، باشگاه ورزشی اروپا، باشگاه فوتبال لوانته، و باشگاه فوتبال الچه اشاره کرد.